# Östersjön, Härjedalen
Östersjön är en sjö i Härjedalens kommun i Härjedalen och ingår i Ljusnans huvudavrinningsområde. Sjön har en area på 3,3 kvadratkilometer och ligger 715 meter över havet. Sjön avvattnas av vattendraget Tännån.

## Delavrinningsområde
Östersjön ingår i det delavrinningsområde (693751-132632) som SMHI kallar för Utloppet av Östersjön. Medelhöjden är 742 meter över havet och ytan är 13,45 kvadratkilometer. Räknas de 31 avrinningsområdena uppströms in blir den ackumulerade arean 265,29 kvadratkilometer. Tännån som avvattnar avrinningsområdet har biflödesordning 2, vilket innebär att vattnet flödar genom totalt 2 vattendrag innan det når havet efter 391 kilometer. Avrinningsområdet består mestadels av skog (69 procent). Avrinningsområdet har 3,34 kvadratkilometer vattenytor vilket ger det en sjöprocent på 24,8 procent.